# Goldenes Lamm (Dresden)

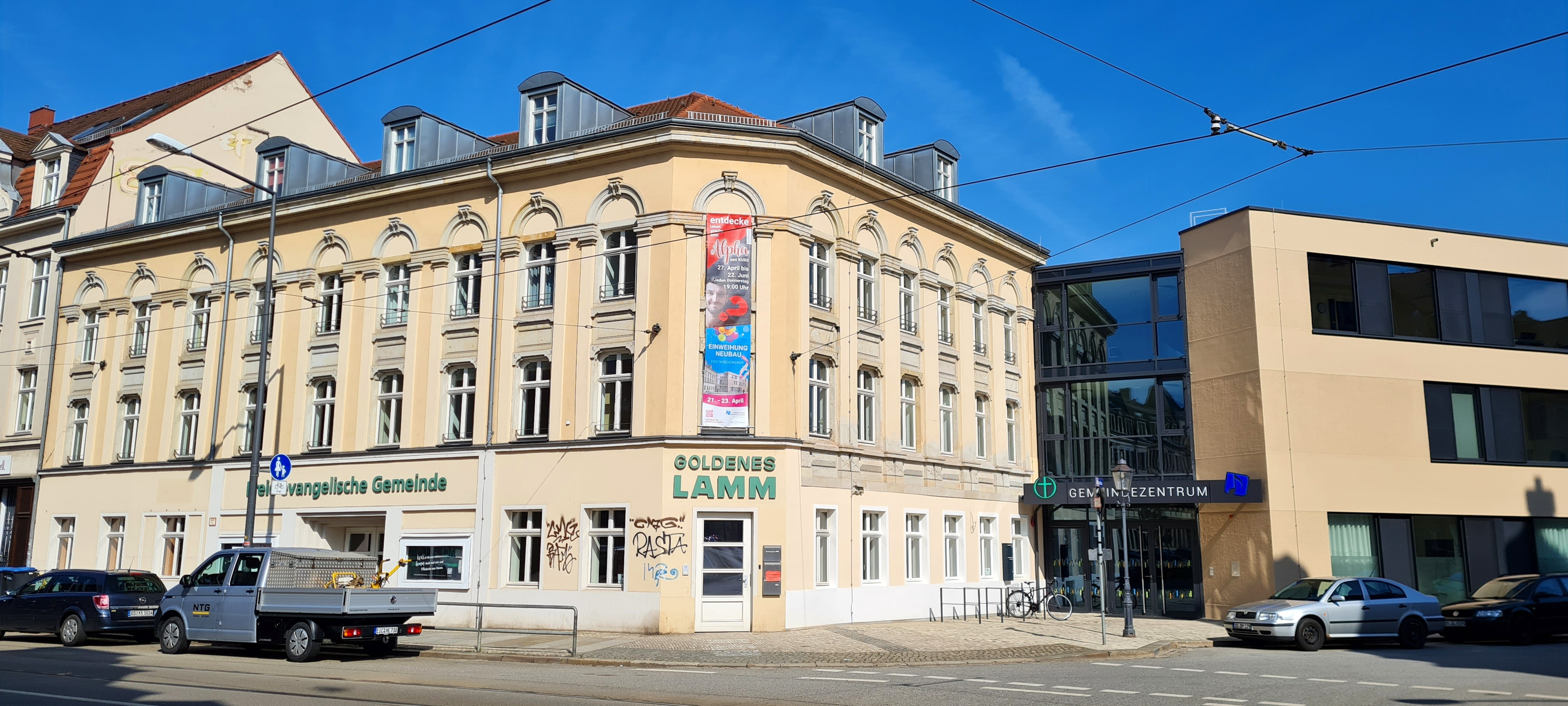
Goldenes Lamm (2023)

Das ehemalige Gasthaus, Film- und Puppentheater Goldenes Lamm ist seit 2005 das Gemeindezentrum einer Freien evangelischen Gemeinde. Ein Vorgängerbau wurde ab 1771 errichtet. 1881 wurde der alte Gasthof „Zum Lämmchen“ in heutiger Gestalt neu aufgebaut und in diesem Zusammenhang in „Goldenes Lamm“ umbenannt.
Das Gebäude steht unter Denkmalschutz. Es liegt an der Leipziger Straße 220 in Dresden-Trachau.

## Geschichte

### Gasthof

Ansicht um 1899

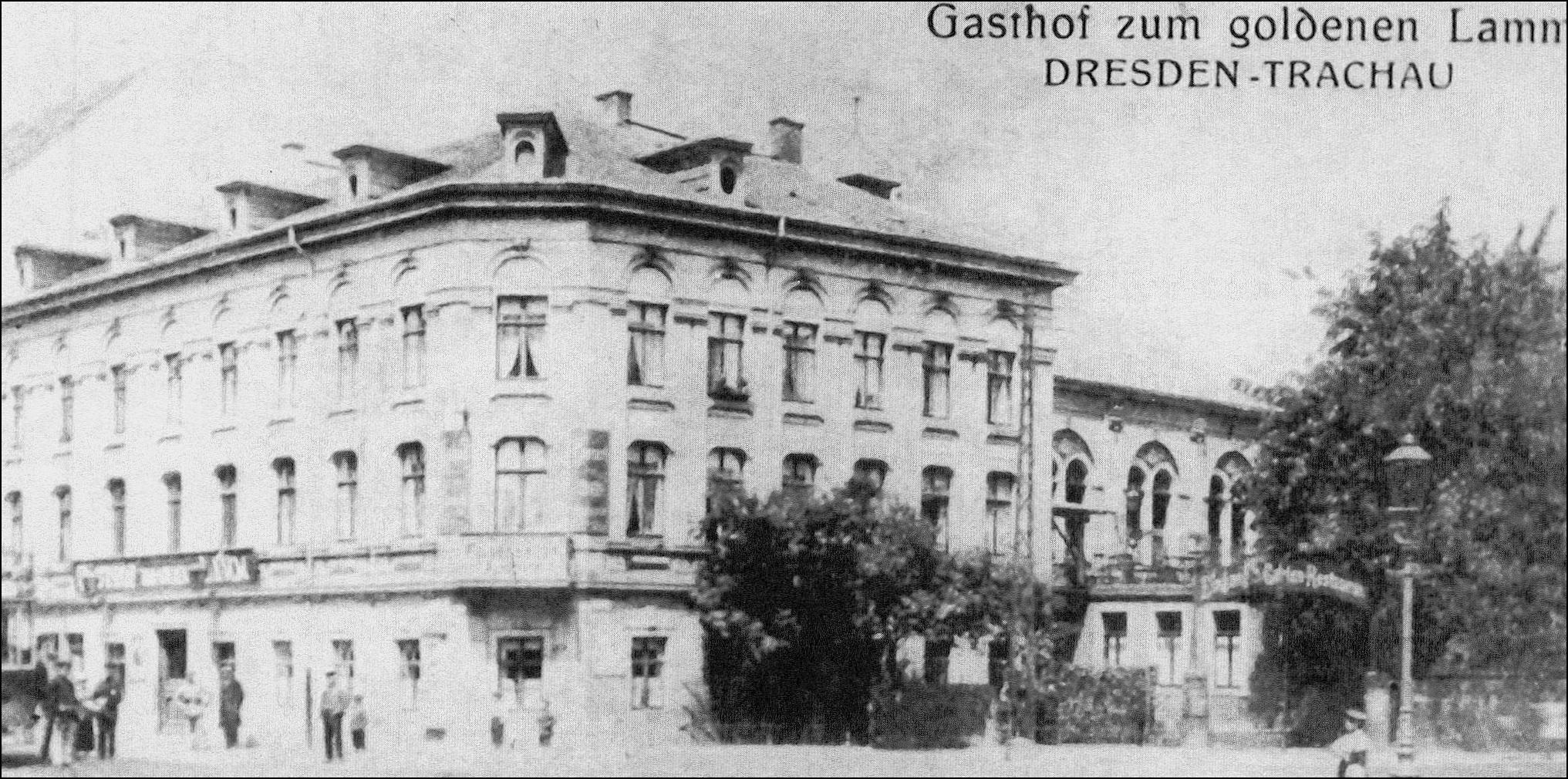
Ansicht um 1910

Der Gasthof „Zum Lämmchen“ entstand als erstes Gebäude auf Trachauer Flur an der neu angelegten Poststraße. Besitzer war der Fleischhauer Johann Gottfried Ockert. Nach dem Elbehochwasser im Februar 1784 ersuchte Ockert dann um die Genehmigung „fremde durchreisende Personen mit Wagen und Pferden, auch zu Fuß, zu speißen und zu beherbergen, auch zu diesem Behuf zu schlachten, zu backen und Bier, wo es gut und trinkbar ist, zu erholen.“ Am 13. Juni 1787 wurde ihm das gestattet, er erhielt an diesem Tag auch die Schankkonzession. Damit war sein Haus der erste Gasthof auf der Trachauer Flur.
Seit 1839 tagte im Gasthaus der Trachauer Gemeinderat (am 1. Januar 1903 wurde Trachau nach Dresden eingemeindet). Das Haus diente auch als Wahllokal für die Reichstagswahlen 1877, 1878, 1881 und war zentraler Ort für die Einweisung sowie Auswertung der aller fünf Jahre durchzuführenden Zählungen der Einwohnerschaft Trachaus. Zwischen 1851 und 1880 wechselten die Pächter beziehungsweise Eigentümer des Gasthofes in unregelmäßigen Abständen.
Ab Ende der 1870er Jahre wurde durch Hermann Heinrich Hanke der alte Gasthof „Zum Lämmchen“ in heutiger Gestalt neu aufgebaut und zur Eröffnung am 13. November 1881 in „Goldenes Lamm“ umbenannt. Seitdem bot der Gasthof einen großen Speisesaal und Nebenstuben, einen erweiterten Tanzsaal sowie im Sommer einen schattigen Garten und eine Kegelbahn an. Die Dresdner Nachrichten schrieben zur Eröffnung:
Im Jahr 1895 entstand ein vergrößerter Tanzsaal durch den Micktener Baumeisters Gustav Richard Martin (1863–1935) im Auftrag des Gastwirts Heinrich August Werner. Nach Abschluss der Baumaßnahmen war aus dem Gasthof ein großer Gaststättenkomplex mit drei Gast- und Gesellschaftsräumen, einem Ballsaal mit Orchesterbühne, einem Gasthofgarten mit Terrasse, Kegelbahnanlage, den notwendigen Wirtschaftsräumen, einem Schlachthaus sowie Pferdeställen entstanden. Die Räumlichkeiten der oberen Stockwerke waren bis um 1970 als Wohnungen vermietet.
Im Ersten Weltkrieg kam es kaum zu Einschränkungen im Gaststättenbetrieb; es fanden aber keine Tanzveranstaltungen mehr statt. Zeitweise kamen Mannschaften eines sächsischen Pionierbataillons im „Goldenen Lamm“ unter.
1918 werden die Gasträume durch einen Anbau erweitert, auf dem Gartengelände errichtet man Läden.
1919/1920 erwarb der bisherige Besitzer des Gasthofes „Wilder Mann“, Gustav Opitz, das Restaurant „Goldenes Lamm“. Er und seine Erben waren auch die Eigentümer bis in die 1940er Jahre.

### Kino
Der Saal diente in den 1920er Jahren zeitweise auch als Turnsaal des Trachauer Turnvereins und ab dem 28. August 1925 als Kino unter dem Namen „Lichtspiele Goldenes Lamm“. Der ehemalige Ballsaal mit seiner Orchesterbühne war umgebaut worden und fasste nunmehr 800 Plätze.
Im April 1931 (bis mindestens 1942) übernahmen Gertrud Opitz und ihr Mann das Haus und betrieben es zunächst als Stummfilmkino weiter. Die musikalische Untermalung erfolgte durch eine mechanische Filmmusik-Begleitanlage.
Um 1930 errichtete der Görlitzer Waren- und Einkaufsverein einen Flachbau auf dem Grundstück und betrieb darin ein Lebensmittelgeschäft. Nach 1945 eröffnete in diesen Räumen eine Textilverkaufsstelle der Konsumgenossenschaft Dresden. Nach 1990 wurden dort unter anderem die Kulissen des Puppentheaters untergestellt. Auf der Terrasse entstanden 1930 kleine Werkstätten und Gewerberäume, die 2006 im Zuge des Umbaus zu einem Gemeindezentrum abgerissen wurden.
Am 9. Oktober 1945 wurden laut Ratsbeschluss die Lichtspielhäuser in städtische Verwaltung übernommen. Aufgrund des Volksentscheids in Sachsen 1946 waren alle privaten Kinobesitzer zu enteignen und die Spielstätten als „VE Lichtspielbetrieb Dresden“ weiterzuführen. Das Restaurant wurde in den 1950er Jahren eine Gaststätte der volkseigenen Handelsorganisation (HO).

### Puppentheater
Ab 1962 wurden die Räumlichkeiten bis 1997 als Domizil des Staatlichen Dresdner Puppentheaters genutzt. Dieses bespielte bis um 1968 alternierend mit dem Filmtheater die Bühne im Saal. Nach dem Einbau eines 240 Plätze fassenden Puppentheatersaales in den großen Kinosaal 1969/70 wurde das Filmtheater geschlossen. Am 29. April 1998 gab das Puppentheater die letzte Vorstellung im „Goldenen Lamm“, danach erfolgte der Umzug in das Rundkino auf der Prager Straße. Das Gebäude musste aus baulichen Gründen gesperrt werden und stand leer. Lediglich im Erdgeschoss befand sich noch eine kleine Gaststätte.
Beim Hochwasser in Mitteleuropa 2002 wurde das Gebäude stark beschädigt. Die Böden im Erdgeschoss mussten entfernt werden und die Gaststätte ihren Betrieb einstellen.

### Freie Evangelische Gemeinde

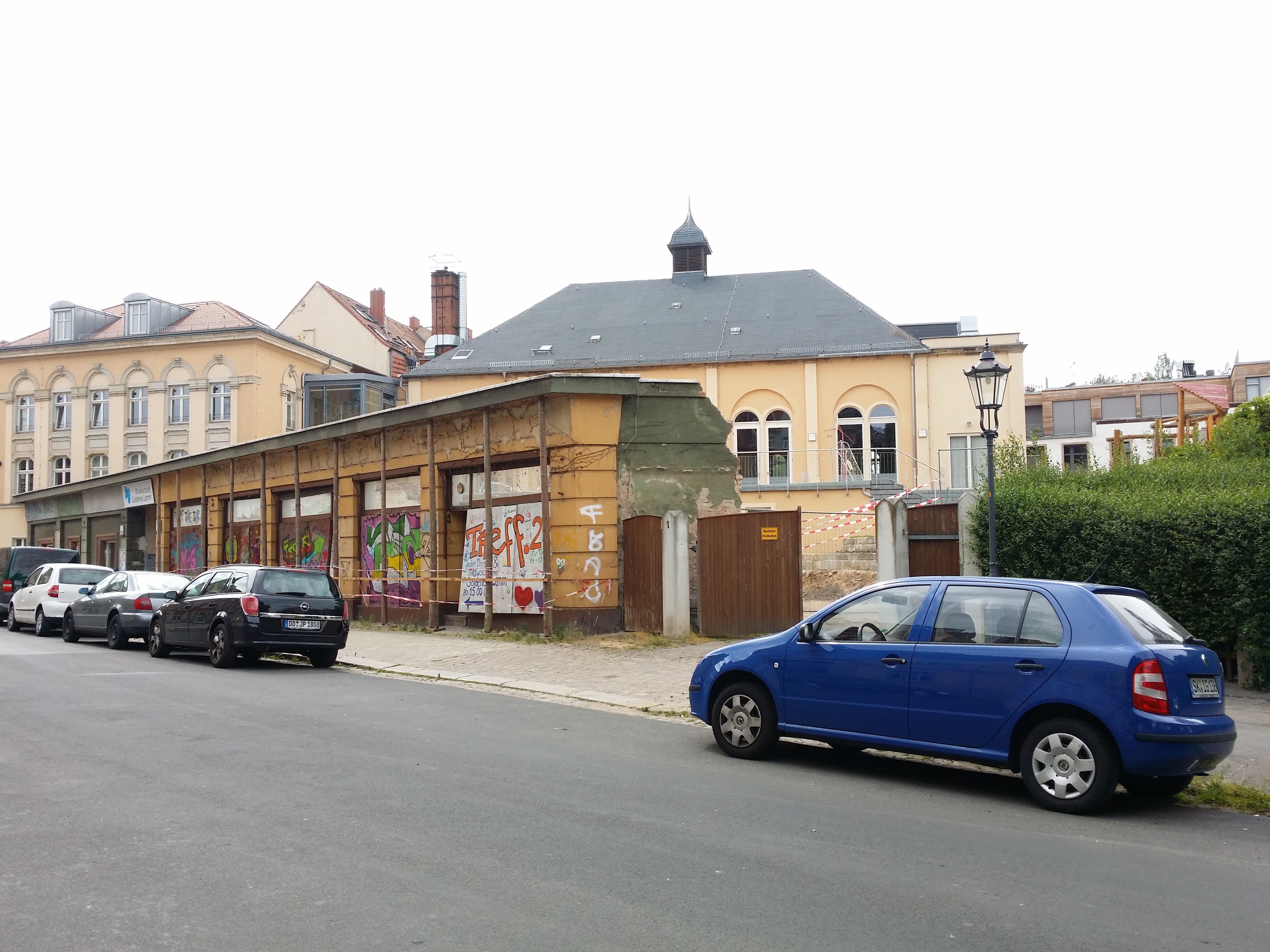
Anbauten (2015)

2005 übernahm die 1991 wiedergegründete Freie Evangelische Gemeinde das Haus, um darin ihr Gemeindezentrum einzurichten. Die Sanierung dauerte zwei Jahre. Dabei wurden mehrere Wände herausgerissen und zahlreiche Fenster freigelegt. Sie waren 1925 beim Umbau des Tanzsaales zu einem Kino zugemauert worden. Die Bühne des Puppentheaters musste weichen. Dahinter kam die ursprüngliche Bühne zum Vorschein, die schließlich in den Gemeindesaal integriert wurde. 900 Tonnen Schutt mussten aus der Bauruine entfernt werden. Am 9. September 2007 konnten die Gemeinderäume eröffnet werden. Es folgten weitere Bauarbeiten. So wurde das Erdgeschoss, in dem sich früher das Restaurant mit Vereinszimmer und später die HO-Gaststätte befanden, zur Jugendfreizeitstätte umgebaut. Neben dem Kirchensaal mit circa 230 Plätzen stehen weitere Räume für die Gemeinde- und Jugendarbeit zur Verfügung.

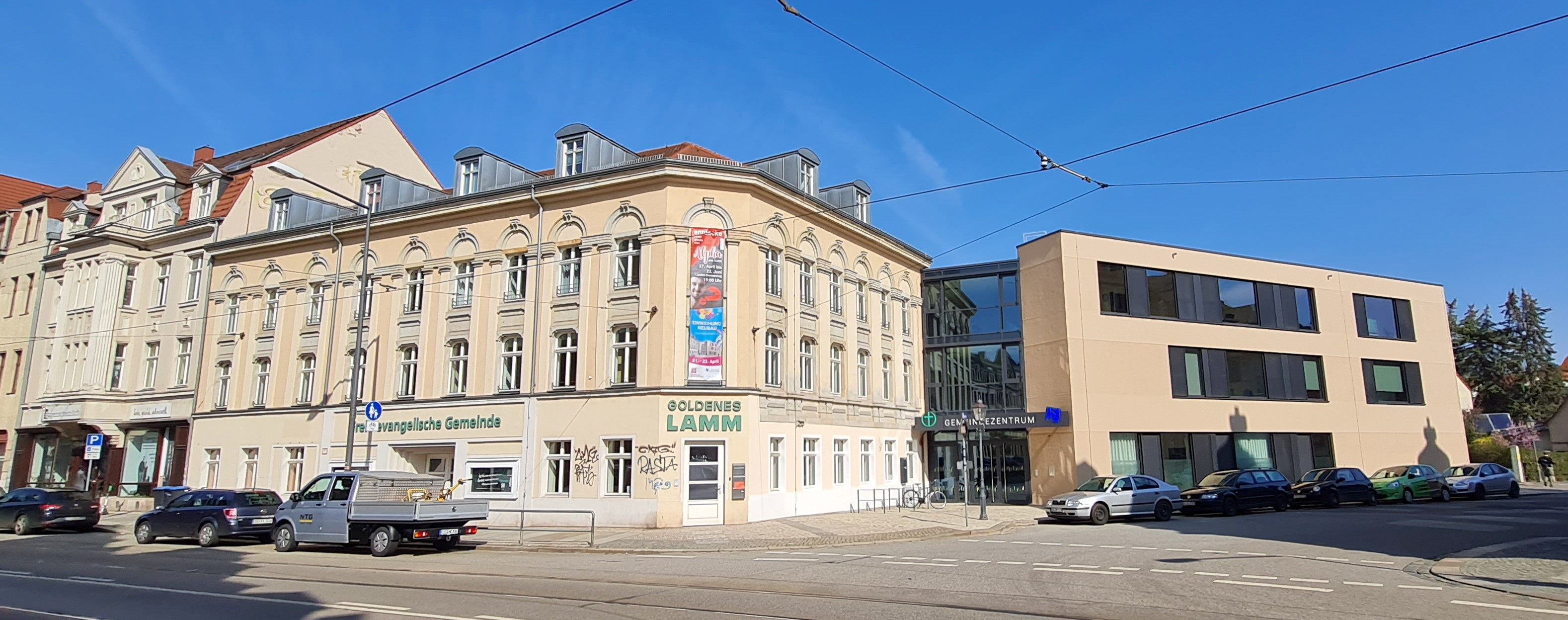
Hauptgebäude mit Musikschul-Neubau (rechts)

2009 wurde in den Gemeinderäumen eine Musikschule gegründet. Diese befand sich zuerst im Flachbau an der Seite zum Dorfanger Alttrachau. Zwischen 2021 und 2023 wurde an derselben Stelle eine Musikschule errichtet. Die Baukosten betrugen vier Millionen Euro. Dort werden rund 1100 Schülerinnen und Schüler von etwa 50 Lehrkräften unterrichtet. Die Künstler DorFuchs und Samuel Rösch haben in der Musikschule ihre musikalischen Wurzeln. Seit dem 6. Juni 2023 gibt es im Goldenen Lamm mit dem Café goldrichtig wieder eine öffentliche Gastronomie.

## Gebäude
Das Hauptgebäude ist ein Gründerzeitbau mit historisierender Putzfassade. Er wird von Natursteinelementen gegliedert und ist baugeschichtlich und stadtentwicklungsgeschichtlich bedeutend.